# توریم

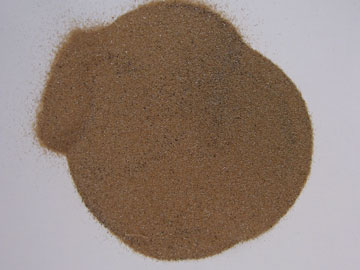

توریوم یا توریُم (Thorium) یک عنصر شیمیایی فلزی پرتوزا با علامت اختصاری Th و عدد اتمی ۹۰ است. توریوم عنصری فلزی، نقره‌ای‌رنگ، نرم، پرتوزا و کمی سمی و از سوخت‌های اتمی است. از نمک‌های توریوم برای تهیه توری چراغ گاز و چراغ زنبوری استفاده می‌شود.
در ساختار ساخت الکترود تنگنستن فرآیند جوشکاری tig یا آرگون که به تنگستن ته قرمز یا توریوم دار که ۲ درصد وزنی الکترود توریوم دارد استفاده می شود که در جریان جوشکاری ، حرارت موجود باعث ساطع پرتوی رادیو اکتیو در محل جوشکاری به اطراف می کند‎
توریوم خالص به رنگ نقره‌ای است ولی در مجاورت هوا به علت ترکیب با اکسیژن و تشکیل دی‌اکسید توریوم کدر شده و به رنگ سیاه در می‌آید. این فلز نسبتاً نرم و چکش‌خوار بوده و نقطه ذوب بالایی دارد. توریوم از لحاظ شیمیایی یک اکتینید الکتروپوزیتیو با ظرفیت ۴ و کاملاً فعال می‌باشد به نحوی که اگر به ذرات ریز تبدیل شود می‌تواند در هوا شعله‌ور گردد.
خواص فیزیکی عنصر توریوم:
- عدد اتمی: ۹۰
- جرم اتمی: ۲۳۲٫۰۳۸۱
- نقطه ذوب: C° ۱۷۵۰
- نقطه جوش: C° ۴۷۸۸
- شعاع اتمی: pm ۱۷۹
- ظرفیت: ۴
- رنگ: سفید نقره ای
- حالت استاندارد: جامد
- نام گروه: آکتنیدها

از عنصرهای سنگین با عدد اتمی بزرگتر از ۸۳ فقط توریم و اورانیوم به عنوان نوکلید دیرینه در طبیعت یافت می‌شوند.